# Episodi di A casa dei Loud (quarta stagione)
La quarta stagione della serie animata A casa dei Loud va in onda negli Stati Uniti dal 27 maggio 2019 su Nickelodeon.
In Italia viene trasmessa dal 23 settembre 2019 al 11 settembre 2020 su Nickelodeon. Invece dal 27 aprile 2020 (ep.1-13, 17-18), dal 24 agosto 2020 (ep. 14-16, 19-22), dal 15 febbraio 2021 (ep.23-31) e dal 19 aprile 2021 (ep.32-in poi) vanno in onda su Super!.
| nº      | Titolo originale                                     | Titolo italiano                                  | Prima TV USA     | Prima TV Italia   |
| ------- | ---------------------------------------------------- | ------------------------------------------------ | ---------------- | ----------------- |
| 1       | Friended! with the Casagrandes                       | Amiche! Con i Casagrande                         | 27 maggio 2019   | 23 settembre 2019 |
| 2       | Power Play with the Casagrandes                      | Controllo dei costi con i Casagrande             | 10 giugno 2019   | 23 settembre 2019 |
| 3       | Room for Improvement with the Casagrandes            | La sala prove con i Casagrande                   | 11 giugno 2019   | 23 settembre 2019 |
| 4       | Roll Model with the Casagrandes                      | Il modello di Carl con i Casagrande              | 12 giugno 2019   | 27 settembre 2019 |
| 5       | No Show with the Casagrandes                         | Fuori programma con i Casagrande                 | 13 giugno 2019   | 27 settembre 2019 |
| 6       | Face the Music with the Casagrandes                  | Andare in scena con i Casagrande                 | 17 giugno 2019   | 30 settembre 2019 |
| 7       | Pranks for the Memories with the Casagrandes         | Scherzi memorabili con i Casagrande              | 18 giugno 2019   | 30 settembre 2019 |
| 8       | Store Wars with the Casagrandes                      | Concorrenza spietata con i Casagrande            | 19 giugno 2019   | 3 ottobre 2019    |
| 9       | Lucha Fever with the Casagrandes                     | Lucha Libre con i Casagrande                     | 20 giugno 2019   | 3 ottobre 2019    |
| 10      | Washed Up                                            | Il naufragio                                     | 15 luglio 2019   | 4 novembre 2019   |
| 11      | Recipe For Disaster                                  | Ricetta per un disastro                          | 16 luglio 2019   | 4 novembre 2019   |
| 12      | Present Tense                                        | Il regalo perfetto                               | 17 luglio 2019   | 16 aprile 2020    |
| 13      | Any Given Sundae                                     | Il primo gelato                                  | 18 luglio 2019   | 16 aprile 2020    |
| 14      | A Grave Mistake                                      | Un errore mortale                                | 2 settembre 2019 | 7 gennaio 2020    |
| 15      | Leader of the Rack                                   | Leni, il capo                                    | 2 settembre 2019 | 7 gennaio 2020    |
| 16      | Kings of the con                                     | I Re del Contest                                 | 14 ottobre 2019  | 15 gennaio 2020   |
| 17      | Tails of Woe/Last Loud in the Earth                  | Un Mostro a Scuola / L'invazione degli zombie    | 19 ottobre 2019  | 9 gennaio 2020    |
| 18      | Can'T Ardly Wait/A Mutt Above                        | Un aiuto per papà / Un cane di classe            | 26 ottobre 2019  | 10 gennaio 2020   |
| 19      | Love Birds/Rocket Men                                | Piccioncini / Gli astronauti                     | 2 novembre 2019  | 13 Gennaio 2020   |
| 20      | Stall Monitor/A Pimple Plan                          | Uno studente creativo / Appuntamento con brufolo | 9 novembre 2019  | 14 Gennaio 2020   |
| 21      | Good Sports/Gerantics                                | Amici Tifosi/La Tuta allunga-vita                | 16 novembre 2019 | 27 Marzo 2020     |
| 22      | Exchange Of Heart/Community Deservice                | Scambio di cuori/Socialmente Utile               | 25 gennaio 2020  | 30 Marzo 2020     |
| 23      | Deep Cuts/Game off                                   | Taglio ai corsi/Game off                         | 1º febbraio 2020 | 6 luglio 2020     |
| 25      | Write And Wrong                                      | Genitori perfetti                                | 27 aprile 2020   | 6 luglio 2020     |
| 26      | Purrfect Gig                                         | Gatte da pelare                                  | 29 aprile 2020   | 6 luglio 2020     |
| 27      | Singled Out/Brave The Last Dance                     | Terzo incomodo / Invito al ballo                 | 15 febbraio 2020 | 9 luglio 2020     |
| 28      | Sister Act                                           | Scambio di sorelle                               | 11 Maggio 2020   | 9 luglio 2020     |
| 29      | House Flip                                           | Flip in Casa                                     | 12 Maggio 2020   | 9 luglio 2020     |
| 30      | Don't You Fore-get about me                          | Non ti scordar di me                             | 13 Maggio 2020   | 10 luglio 2020    |
| 31      | Tough Cookies                                        | I re dei biscotti                                | 14 Maggio 2020   | 10 luglio 2020    |
| 32      | Feast Or Family                                      | Cucina e cabaret                                 | 16 maggio 2020   | 8 Settembre 2020  |
| 33      | A Dark and Story Night                               | La nottata delle Storie                          | 16 Maggio 2020   | 9 Settembre 2020  |
| Special | The Loud House e Casagrandes Hangin' at Home Special | Videochiamata movimentata                        | 23 Maggio 2020   | 16 settembre 2020 |
| 34      | On Thin Ice                                          | Riti propiziatori                                | 8 giugno 2020    | 10 luglio 2020    |
| 35      | Room And Hoard                                       | Questione di spazio                              | 9 giugno 2020    | 10 luglio 2020    |
| 36      | A Star Is Scorned                                    | La stella eclissata                              | 10 giugno 2020   | 7 Settembre 2020  |
| 37      | Senior Moment                                        | Momenti da grandi                                | 11 giugno 2020   | 7 Settembre 2020  |
| 38      | Sand Hassles                                         | Problemi di sabbia                               | 15 giugno 2020   | 9 Settembre 2020  |
| 39      | Wheel And Deal                                       | La corsa di go-kart                              | 17 giugno 2020   | 8 Settembre 2020  |
| 40      | How Double Dare you                                  | Doppia sfida                                     | 20 Luglio 2020   | 10 Settembre 2020 |
| 41      | Snoop's on                                           | Spioni                                           | 21 Luglio 2020   | 10 Settembre 2020 |
| 42      | Friends In Dry Places                                | Una gita da ricordare                            | 22 Luglio 2020   | 11 Settembre 2020 |
| 43      | Coupe Dreams                                         | La macchina dei sogni                            | 23 Luglio 2020   | 11 Settembre 2020 |

## Videochiamata movimentata
Lincoln e Ronnie Anne hanno una chat web per aggiornarsi e cosa hanno fatto durante la pandemia di COVID-19.  Passano anche attraverso la moda, le diverse chat sul web con i loro rispettosi amici, i momenti di cucina di Lynn Sr., i momenti di cucina di Rosa, le diverse occasioni di Gus's Games and Grubs, le vacanze in famiglia e gli spettacoli TV preferiti.  Questo si conclude con una sorpresa che Ronnie Anne ha per Lincoln.

## Amiche! Con i Casagrandes
Ronnie Anne conosce Sid Chang, la nuova abitante di Royal Woods. Quando Ronnie Anne entra al mercado, scopre che anche Carlota, Bobby, CJ e Carl sono contenti di conoscere i Chang così escogitano un piano.

## Controllo dei costi con i Casagrandes
Hector e Rosa rinunciano al loro viaggio di anniversario a causa delle bollette, così Ronnie Anne, Bobby e la sua mamma faranno di tutto ma, dopo il fallimento e dopo aver migliorato Carlota, Zia Frida, CJ e Carl, Ronnie Anne scopre che il vero responsabile é Sergio, che organizzava feste notturne con i piccioni nel mercado.

## Sale prove con i Casagrandes
Ronnie Anne e Sid sono emozionate perché ballano le canzoni dei loro ballerini di hip hop preferiti. Ma, a causa delle reciproche famiglie e dei vicini, cercano un posto diverso per ballare.

## Il modello di Carl con i Casagrandes
Dopo che Carl guarda la TV, esce con Ronnie Anne. A un certo punto si accorge che Ronnie Ann ha salvato Nelson (il cane di Nakamura) dalle api e dicendo "no problemo" come il suo idolo.

## Fuori programma con i Casagrandes
Dopo che Ronnie Anne ha sempre detestato le telenovele, le guarda dalla finestra con Sergio e Lano e scopre che in realtà le piacciono.

## Andare in Scena con i Casagrandes
É il compleanno di Hector, Ronnie Anne ha paura dal palcoscenico fin dall'elementare così, aiutata da Sid nella metropolitana e nella strada inutilmente, vanno nell'ufficio di Hector, però l'abuelito non apprezza i regali. Durante il compleanno Sergio, che avrebbe dovuto duettare con Bobby, si sente male e Ronnie Ann lo rimpiazza riuscendo a cantare con il fratello, l'abuelo, Sid, i vicini e il resto della famiglia.

## Scherzi memorabili con i Casagrandes
Ronnie Anne rivela a Sid che crede che Carlota non la consideri tanto. Le due però si chiariscono quando devono vendicarsi dei fratelli di Carlota (CJ, Carl e Carlitos), che si erano uniti con Bobby per fare degli scherzi alle ragazze.

## Concorrenza spietata con i Casagrandes
C'è un nuovo supermercato che ruba i clienti del mercado. I Casagrande si mettono all'opera per migliorare il loro minimarket!

## Lucha Libre con i Casagrandes
Ronnie Ann vuole vedere Lucha Libre con Sid, ma deve andare alla premiazione dello zio Carlos.

## Il naufragio
È sabato e i Loud sono pronti per le vacanze, ma li attendono dei pericoli.

## Una ricetta per un disastro
Clyde sospetta che un ladro abbia copiato i cibi di Lynn Sr.

## Regalo perfetto
I Loud organizzano il compleanno del loro papà, ma Lori ha visto una foto di Carol di una statua con la testa di suo padre.

## Il primo gelato
Lily sente che i genitori porteranno i figli alla gelateria della Zia Pam.

## Un aiuto per il papà
Prima di passare all'università, Lori aiuta papà come cameriera.

## Un cane di classe
Una compagna di classe di Lana, Lacey, insulta Charles, quindi Lana fa di tutto per farlo diventare più di buone maniere, ma non funziona un granché. Ad aiutarla c'è Lola!

## Un Errore Mortale
Lucy vuole essere eletta come il presidente del club degli impresari funebri ma viene eletta Haiku così chiede una votazione tra le due.

## Leni, il capo
Leni viene assunta per un giorno come capo dalla Carmichael, che è impegnata ad un evento.

## Piccioncini
Walt si innamora del fenicottero di plastica di Sig.Grouse, ma è finto.
Allora Charles, Cliff e Geo lo aiutano a trovare la compagna perfetta.

## Gli Astronauti
Lincoln e Clyde vogliono andare all'addestramento degli giovani Astronauti, ma arrivati si accorgono delle difficoltà.

## Un Mostro a Scuola
Qualcuno ha rubato il carillon di Stella, può essere stato il Rattobestia.

## L'invasione degli Zombie
Lincoln e Clyde guardano i film sugli Zombie nel bunker di Lisa e quando escono non c'è nessuno.

## Uno Studente Creativo
Lincoln è terrorizzato che i genitori vengano alla scuola.

## Appuntamento con brufolo
Luan riceve il suo primo appuntamento con Benny, ma spunta un brufolo e crede che non le piaccia, così Lincoln e le sorelle l'aiutano. Però tutti i metodi non funzionano e così Leni chiede al suo amico Miguel di truccarla.

## I Re del contest
Clyde ha un avviso da Lincoln che sono invitati alla convention di Ace Savvy. Lincoln allora decide di portare le sorelle.

## Amici Tifosi
Lynn sta guardando una partita di rugby, quando il signor Grouse la invita a vederla a casa sua.

## La tuta Allunga-vita
Lisa si accorge che il nonno non sarà longevo, così lo aiuta ad allungare la sua vita.

## Scambio di cuori
Clyde vuole essere libero dai papà, così chiama Tiago dal Brasile.

## Socialmente utile
Lola potrà partecipare a un concorso dopo aver fatto dei lavori socialmente utili.

## Taglio ai Corsi
Luna si accorge che il club verrà cancellato così cantano una canzone, finché le sorelle si arrabbiano con Luna per aver cancellato ai suoi club. Così alla fine litigano, ma poi risolvono tutto.

## Game off
Lincoln non vuole che Lana distrugga il suo videogioco.

## Genitori perfetti
Rita Loud vuole a tutti i costi ottenere un lavoro come curatrice di una rubrica.

## Gatte da pelare
I McBride sono alla disperata ricerca di una catsitter.

## Terzo incomodo
Quando le sue compagne di squadra si fidanzano, Lynn si sente il terzo incomodo.

## Invito al ballo
Clyde si fa aiutare dagli amici per carpire informazioni su una ragazza.

## Scambio di sorelle
Lola e Lana decidono di scambiarsi per evitare di fare le cose che non gli piacciono.

## Flip in Casa
I ragazzi portano Flip a casa Loud, dopo aver fatto un incidente con Vanzilla.

## Non ti scordar di me
Lori riceve una lettera dalla Fairway University e Leni inizia a preoccuparsi che se ne vada.

## I re dei biscotti
Clyde inventa un nuovo tipo di biscotti.

## Riti propiziatori
Lynn, papa', Lincoln e Luan vanno a una partita di hockey.

## Questione di spazio
La mamma e il papa' stanno cercando una cosa in soffitta quando si accorgono che...

## La stella eclissata
Lola decide di fare squadra con Lily.

## Momenti da grandi
Lori rimpiange tutto quello che non ha fatto alle superiori.

## La corsa di go-kart
Lana vuole vincere un giro in auto insieme al suo eroe, cosi' partecipa a una gara improvvisata.

## Cucina e cabaret
Luan deve frequentare un corso di cucina.

## La nottata delle storie
A casa dei Loud va via la corrente e i ragazzi raccontano delle storie.

## Problemi di sabbia
Lucy e il club dei becchini cercano di ostacolare una gita scolastica.

## Doppia sfida
I fratelli chiedono a Lisa di partecipare al programma televisivo Double Dare.

## Spioni
Leni, Lincoln e Luan leggono di nascosto il diario segreto di Luna...

## Una gita da ricordare
Lincoln è preoccupato che il suo gruppo di amici si possa separare.

## La macchina dei sogni
Lori trova lavoro come autista per comprare la macchina dei suoi sogni.